# Марија Караклајић
Марија Караклајић (Крагујевац, 1978) српскa је драмска списатељица и драматуршкиња.

## Биографија
Рођена 1978. године у Крагујевцу, дипломирала је драматургију на Факултету драмских уметности у Београду 2002. године. Као стипендисткиња ДААД-а, завршила је 2007. двогодишње мастер студије драматургије на Универзитету „Јохан Волфганг Гете“ у Франкфурту, у класи професора Ханс-Тиса Лемана. Од 2001. године ради као слободна драматуршкиња у Србији, Немачкој, Аустрији, Швајцарској, Холандији, Словенији и Хрватској. Сарађивала је с бројним институционалним позориштима и фестивалима међу којима су: Народно позориште у Београду, Атеље 212, Битеф театар, Rezidencteatar Minhen, Nacionalteatar Manhajm, Štatsšaušpil Drezden, Dizeldorfer šaušpilhaus, Šaušpilhaus Grac, Lucerner teatar, Het vem teatar, Slovensko narodno gledališče Maribor, Salcburger festšpile, Festival beluar bolverk internacional, Дубровачке љетне игре. Током позоришне сезоне 2003/04. била је координаторка програма за развој драмског текста у оквиру пројекта „Нова драма“ у Народном позоришту у Београду, а 2012/13. драматуршкиња Малог позоришта „Душко Радовић“. Ради за Фондацију „С. Фишер“ из Берлина и преводи с немачког језика. Њене драме извођене су у Србији, Немачкој и Швајцарској. Преведене су на немачки, енглески, пољски, италијански и румунски језик и објављене у домаћим и страним часописима и антологијама драма.

## Награде
- Награда „Борислав Михајловић Михиз”, 2007.
- Награда „Биљана Јовановић”, за књигу драма Лице од стакла, 2022.[3]

## Дела
- „Fausse attaque, mal paré“ (2000),
- „Млечни зуб земље“ (2002),
- „Лице од стакла“ (2005),
- „Кућа с три руке“ (2011),
- „Парс хостилис“ (2016),
- „Камено доба за почетнике” (1997), радио драма.[4]